# Visions de Gérard
Visions de Gérard (titre original : Visions of Gerard) est un roman de l'écrivain américain Jack Kerouac, écrit en janvier 1956 et publié en 1963 .
Unique parmi sa bibliographie, Visions de Gérard relate les impressions de l'auteur alors qu'il était enfant, et en particulier le choc qu'il a ressenti lors de la mort tragique de son frère aîné, Gérard, âgé de 9 ans. Kerouac le présente comme un saint, qui aime chaque créature et enseigne sa doctrine au petit Jack, alors âgé de 4 ans. L'action se situe dans la ville où est né Jack Kerouac, à Lowell, dans le Massachusetts.